# Костик Роман Іванович
Роман Іванович Костик (нар. 1940) — український астроном, спеціаліст з фізики Сонця і сонячно-земних зв'язків. Завідувач віддіду фізики Сонця Головної астрономічної обсерваторії НАН України (1984—2002). Член-кореспондент НАНУ (1992), лауреат Державної премії України (2003) і Премії НАНУ імені М. П. Барабашова (1990). Чоловік астрономки Наталії Щукіної.

## Біографія
Роман Костик народився 26 травня 1940 року в містечку Перечин у Закарпатті.
1961 року закінчив Ужгородський державний університет, і відтоді працює в Головній астрономічній обсерваторії. 1967 року в Ленінградському університеті захистив кандидидатську дисертацію «Матричні рівняння дифузії випромінювання». 1984 року в Державному астрономічному інститут імені П. К. Штернберга в Москві захистив докторську дисертацію «Тонка структура фраунгоферових ліній і будова фотосфери Сонця». Від 1984 по 2002 рік обіймав посаду завідувача віддіду фізики Сонця в Головній астрономічній обсерваторії. З 2002 року працює головним науковим співробітником Головної астрономічної обсерваторії.
В 1976—1984 роках працював відповідальним секретарем збірки «Астрометрія і астрофізика». Від 1985 року працює відповідальним секретарем журналу «Кінематика і фізика небесних тіл».
Одружений з Наталією Щукіною, також астрономкою і членом-кореспонденткою НАНУ. Деякі наукові роботи подружжя виконало разом.

## Наукові результати
Роман Костик спеціалізується на фізиці Сонця і сонячно-земних зв'язках. Зокрема, він досліджував обернену задачу теорії дифузії випромінювання, розвинув теорію впливу звукових хвиль на форму спектральних ліній, розробив тривимірну модель сонячної фотосфери, запропонував механізм утворення яскравої кайми на краях сонячних протуберанців. У 1994 році та у 2001—2005 роках брав часть у російсько-українських проєктах «КОРОНАС» з дослідження коливань сонячної яскравості. 
Спільно з Олександром Осіповим та своєю дружиною Наталією Щукіною з 2012 року робить моніторинг атмосфери Сонця за допомогою сонячного горизонтального телескопа АЦУ-5. 2017 року в межах цієї програми було вперше виявлено кореляцію варіацій спокійної компоненти Сонця з індексами сонячної активності.

## Відзнаки
- Премія НАН України імені М. П. Барабашова за цикл робіт «Фраунгоферовий спектр Сонця та побудова сонячної атмосфери», у співавторстві з Ернестом Гуртовенком і Богданом Бабієм (1990)
- Державна премія України в галузі науки і техніки за цикл робіт «Розробка теоретичних основ та унікальної спостережної бази в Голосієві та на Терсколі для досліджень Сонця та тіл Сонячної системи» (2003, спільно з 9 співавторами)